# Manuel de Portugal
Manuel de Portugal (Alvito 1531 - Évora 1537), infant de Portugal i príncep de Portugal (1535-1537).

## Orígens familiars
Nasqué l'1 de novembre de 1531 sent el cinquè fill del rei Joan III de Portugal i la seva esposa Caterina d'Habsburg. Per línia paterna era net de Manuel I de Portugal i la seva esposa Maria d'Aragó, i per línia materna dels reis Felip I de Castella i Joana I de Castella.

## Príncep hereu
El 1535 fou designat príncep hereu del regne pel seu pare. Però Manuel morí jove el 14 d'abril de 1537. Probablement la seva mort es produí per les successives unions dinàstiques entre les cases reials de Portugal i de Castella al llarg de l'últim segle, tenint la mateixa sort que els seus germans.